# 故宫出版社
故宫出版社，位于北京市东城区景山前街4号，是故宫博物院直属独立企业法人单位。由中华人民共和国文化部主管，故宫博物院主办。

## 简介
故宫出版社成立于1983年，当时名为“紫禁城出版社”。2010年完成转企改制，成为全民所有制企业。2011年9月，经中华人民共和国文化部、中华人民共和国国家工商行政管理总局、中华人民共和国国家新闻出版广电总局批复，更名为“故宫出版社”。该出版社在故宫博物院内，是故宫博物院下属的专业出版社，主要出版与故宫博物院业务相关的文物、历史、古建筑、博物馆、艺术等方面的出版物。
故宫出版社定期出版《故宫博物院院刊》、《紫禁城》两种刊物。故宫出版社还设有故宫书店、北京故宫文化传播有限公司，以及故宫文化网。

## 历任领导
| 社长 …… - 王亚民（？—） | 总编辑 …… - 赵国英（？—） |